# Pelochrista cannatana
Pelochrista cannatana is een vlinder uit de familie bladrollers (Tortricidae). De wetenschappelijke naam is voor het eerst geldig gepubliceerd in 2000 door Trematerra.
De soort komt voor in Europa.